# K.u.k. Husarenregiment „Graf Radetzky“ Nr. 5

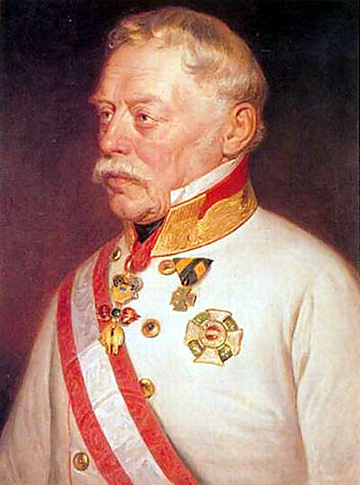
Feldmarschall Graf Radetzky

Das Husarenregiment „Graf Radetzky“ Nr. 5 war als Österreichisch-Habsburgischer Kavallerieverband aufgestellt worden. Die Einheit existierte danach in der k.k. bzw. Gemeinsamen  Armee innerhalb der Österreichisch-Ungarischen Landstreitkräfte bis zur Auflösung 1918.
Das Regiment hatte diesen Namen auf immerwährende Zeiten zu führen.
Alle Ehrennamen der Regimenter wurden im Jahre 1915 ersatzlos gestrichen. Das Regiment sollte von da an nur noch „Husaren-Regiment Nr. 5“ heißen. (Dies ließ sich in der Praxis jedoch nicht durchsetzen, einerseits weil sich niemand daran hielt, andererseits weil die sehr sparsame k.u.k. Militärverwaltung angeordnet hatte, zunächst alle noch vorhandenen Formulare und Stempel aufzubrauchen!)

## Status und Verbandszugehörigkeit 1914
V. Korps - 1. Kavallerie Truppendivision - 12. Kavalleriebrigade
Nationalitäten: 90 % Magyaren - 10 % Sonstige
Kommandant: Oberstleutnant Eduard Vetsey
Regimentssprache: ungarisch
Uniform: Dunkelblaue Attila mit weißen Oliven und krapprotem Tschakobezug

### Aufstellung
Am 28. April 1798 wurde befohlen, in Warasdin in Kroatien aus den jeweils dritten Divisionen des K.u.k. Husarenregiment „Kaiser“ Nr. 1, Husarenregiment Erzherzog Joseph Nr. 2, Husarenregiment Wurmser Nr. 8 und Husarenregiment Erdödy Nr. 9 ein Husarenregiment mit der Nummer 5 aufzustellen.
1860 musste das Regiment eine aus der aufzulösenden 4. Division formierte Eskadron an das Freiwilligen-Husaren-Regiment Nr. 1 abstellen.

### Ergänzungen
- Bis 1857 ergänzte sich das Regiment aus dem Bezirk Ödenburg
- 1857 bis 1860 aus dem Bezirk Raab
- 1860 bis 1867 aus dem Bezirk Ödenburg und Kanizsa
- 1867–89 aus den Wehrbezirken 48 und 76
- ab 1889 aus dem Bereich des V. Korps (Pressburg)

## Friedensgarnisonen
| I. | II. | III. |
| --- | --- | --- |
| - 1798–99 Warasdin - 1801–05 Conegliano - 1806 Güns und Ödenburg - 1808–09 Esseg - 1810 Warasdin und Kanisza - 1811–13 Esseg - 1814–15 Bologna - 1815 Crema - 1816 Cremona - 1818 Mailand - 1821 Alessandria und Pavia | - 1822 Vercelli und Mailand - 1823 Alessandria und Lodi (Lombardei) - 1825 Cremona - 1826 Mezö-Vásárhely - 1827 Wien - 1828 Nagy-Tapolcsán - 1831 Mailand - 1839–48 Lodi - 1849 Mailand - 1853 Vicenza - 1854 Groß-Enzersdorf | - 1855 Wels - 1857–59 Saaz - 1864–66 Enns - 1866 Gródek - 1869 Tarnopol - 1871 Wien - 1874 Raab - 1878 Pardubitz - 1884 Güns - 1889 Wien - 1893 Pozsony - 1905 Stab, II.Div / 3.Esk. Komárom (Friedrich-Kaserne in der Zitadelle) - I.DivKdo 1. + 2. Esk. Győr-Szabadhegy |

## Regimentsinhaber
- 1798 bis 1801 unbesetzt

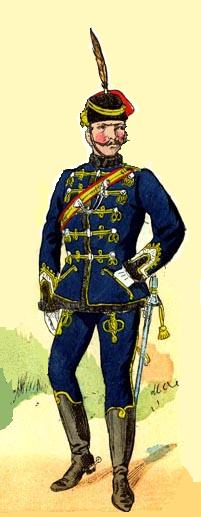
Offizier des Regiments um 1865

- 1801 Feldmarschallleutnant Carl Otto Freiherr von Bártokéz[1]
- 1809 Feldmarschallleutnant Joseph Graf Radetzky von Radetz (von 1814 bis 1848 2. Inhaber)
- 1814 Georg Prinzregent von England
- 1820 Georg IV. König von England
- 1830 General der Kavallerie Josef Wenzel Graf Radetzky von Radetz
- 1831 Carl Albert König von Sardinien
- 1848–58 Feldmarschall Josef Wenzel Graf Radetzky von Radetz
- 1858–71 Feldmarschallleutnant Wilhelm Albert Graf Montenuovo

## Gefechtskalender
Revolutionskriege
- 1799 kämpfte das Regiment mit der Armee in Italien bei Verona-Pastrengo, Parona, Magnano und nahm an den Belagerungen von Pizzighettone, Mailand, Alessandria und Tortona teil. Ebenso war der Verband an der Schlacht bei Novi beteiligt. Streifkorps führten Gefechte bei Cremona,  S. Giuliano, Fressonara, Acqui und Pasturana.

Napoleonische Kriege
- 1800 unternahm das Regiment Streifzüge an der Riviera di Genova, kämpfte bei Bocchetta, Cremona und in der Schlacht bei Marengo. Weiterhin die Beteiligung an einem Scharmützel  bei Pozzolo-Valeggio.
- 1805 Rückzugsgefechte bei Gonars (am Tagliamento)
- 1809 Eine Eskadron unter Major Luszensky führte  ein Gefecht bei Caporetto, das übrige Regiment kämpfte unter großen Verlusten bei Sacile. Teilnahme an der Schlacht an der Piave, Streifkorps führten Gefechte  bei San Daniele, Tarvis und Raab.

Befreiungskriege
- 1813 Drei Divisionen kämpften in Innerösterreich bei Weixelburg (Višnja Gora), St. Marein (Šmarje-Sap), Groß-Laschitz (Velike Lašče) und Zirknitz (Cerknica). Eine Division zeichnete sich an der Podpetsch-Brücke bei Krainburg aus, wo eine Abteilung französischer Soldaten der Division Berlotti gefangen genommen werden konnte. Eine weitere Division kämpfte in Istrien bei Castelnuovo. Nach der Zusammenführung des Regiments nahm es an den Verfolgungskämpfen über den Isonzo teil.
- 1814 Das Regiment operierte in der Gegend um Parma, Streifkorps fochten bei Cadeo, Fiorenzuola, Pontremoli, Parma, Reggio und an der Nura. Eine  Division war zur Belagerung von Venedig, zwei zur Belagerung von Mantua abgestellt.
- 1815 Kämpfe gegen die Truppen des Marschall Murat. Teile des Regiments hatten Gefechten bei Catoliea, Panaro, Rubiera und kämpften in der Schlacht von Tolentino. Danach Einmarsch und Besatzungstruppe in Südfrankreich.

Risorgimento
- 1821 Eine Division nahm am Feldzug nach Neapel teil, der Rest des Verbandes  stand mit drei Divisionen im Piemont, um die dortigen Unruhen zu bekämpfen.

Revolution von 1848/1849 im Kaisertum Österreich
- 1848 Nach Ausbruch der Revolution war das Regiment bei den Straßenkämpfen in Mailand eingesetzt. Danach folgten Gefechte bei Montanara, Curatone und Goito. Ein Teil des Regiments kämpfte in der Schlacht bei Custozza. Streifkorps kämpften bei Vicenza, Valeggio und Le sei Vie
- 1849 Eine Division als Streifkommando bei Borgo San Siro und Vigevano, eine weitere focht bei Gamboló und stieß bis in die Romagna vor.

Deutscher Krieg
- 1866 Fünf Eskadronen kämpften in der Nord-Armee in Gefechten bei Kratzau, Liebenau, später bei Zdirec, Saaz, Schelletau und Martinkau und waren später in der Schlacht bei Königgrätz eingesetzt.

Erster Weltkrieg
Im Ersten Weltkrieg sahen sich die Husaren den unterschiedlichsten Verwendungen ausgesetzt. Sie kämpften zunächst im Regimentsverband kavalleristisch, wurden aber auch auf allen Kriegsschauplätzen infanteristisch verwendet.
Nach der Proklamation Ungarns als eigenständiger Staat im Oktober 1918 wurden die ungarischstämmigen Soldaten von der Interimsregierung aufgerufen, die Kampfhandlungen einzustellen und nach Hause zurückzukehren. In der Regel wurde dieser Aufforderung Folge geleistet. Somit war der Verband seinem bisherigen Oberkommando, dem k.u.k. Kriegsministerium entzogen und konnte von diesem nicht demobilisiert und allenfalls theoretisch aufgelöst werden. Ob, wann und wo eine solche Auflösung stattgefunden hat, ist gegenwärtig nicht bekannt.

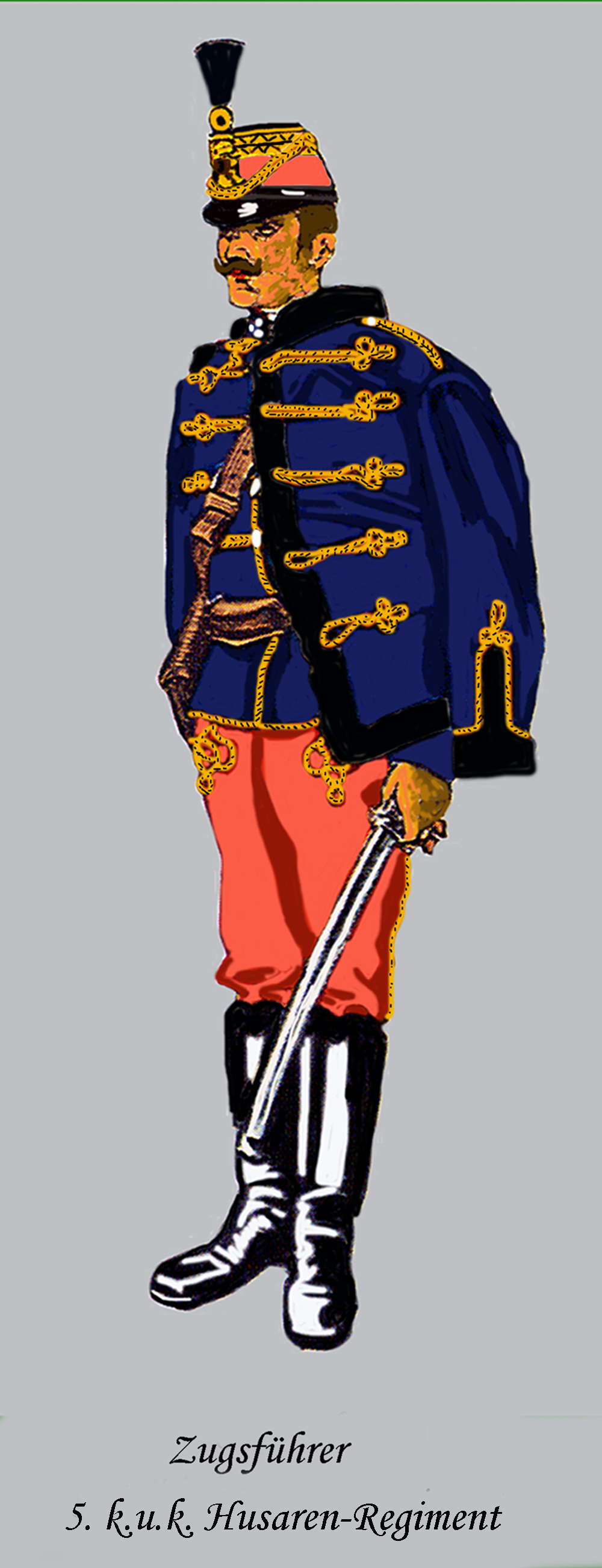
Uniform bis 1916

## Gliederung
Ein Regiment bestand in der Österreichisch-Ungarischen Kavallerie in der Regel ursprünglich aus drei bis vier (in der Ausnahme auch mehr) Division. (Mit Division wurde hier ein Verband in Bataillonsstärke bezeichnet. Die richtige Division wurde Infanterie- oder Kavallerie-Truppendivision genannt.) Jede Division hatte drei Eskadronen, deren jede wiederum aus zwei Kompanien bestand. Die Anzahl der Reiter in den einzelnen Teileinheiten schwankte, lag jedoch normalerweise bei etwa 80 Reitern je Kompanie.
Die einzelnen Divisionen wurden nach ihren formalen Führern benannt:
- die 1. Division war die Oberst-Division
- die 2. Division war die Oberstlieutenant (Oberstleutnant)-Division
- die 3. Division war die Majors-Division
- die 4. Division war die 2. Majors-Division

Im Zuge der Heeresreform wurden die, zu diesem Zeitpunkt aus drei Divisionen bestehenden Kavallerie-Regimenter ab 1860 auf zwei Divisionen reduziert.
Bis zum Jahre 1798 wurden die Regimenter nach ihren jeweiligen Inhabern (die nicht auch die Kommandanten sein mussten) genannt. Eine verbindliche Regelung der Schreibweise existierte nicht. (z. B. Regiment Graf Serbelloni – oder Regiment Serbelloni.) Mit jedem Inhaberwechsel änderte das betroffene Regiment seinen Namen. Nach 1798 galt vorrangig die nummerierte Bezeichnung, die unter Umständen mit dem Namen des Inhabers verbunden werden konnte.
Bedingt durch diese ständige Umbenennung sind die Regimentsgeschichten der österreichisch-ungarischen Kavallerie nur sehr schwer zu verfolgen. Hinzu kommt die ständige und dem Anschein nach willkürliche, zu Teil mehrfache Umklassifizierung der Verbände. (Zum Beispiel: K.u.k. Böhmisches Dragoner-Regiment „Fürst zu Windisch-Graetz“ Nr. 14)
- siehe: K.u.k. Husaren